# Noors Nobelinstituut

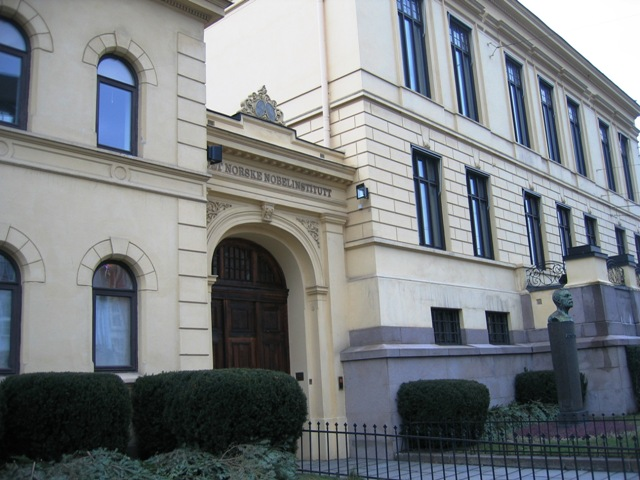
Het hoofdgebouw van het Instituut in Oslo.

Het Noors Nobelinstituut (Noors: Det Norske Nobelinstitutt) is een organisatie opgericht in 1904 in Kristiania (het huidige Oslo).
De voornaamste taak van het instituut is het helpen van het Noors Nobelcomité bij het selecteren van de jaarlijkse winnaar(s) van de Nobelprijs voor de Vrede, en het organiseren van de jaarlijkse Nobelprijsuitreiking in Oslo.
Het instituut bevindt zich in het centrum van Oslo, vlak bij het koninklijk paleis. Het instituut heeft een bibliotheek met werken over vrede en internationale relaties. Het instituut telt een staf van vijf medewerkers. Het werd geleid door Geir Lundestad (1945-2023). Vanaf januari 2025 berust de leiding bij Kristian Berg Harpviken.
Het Nobelinstituut verzorgt tevens ontmoetingen, seminars en lezingen voor het uitwisselen van informatie.